# Guiers vif
Pour les articles homonymes, voir Guiers (homonymie).
Le Guiers vif est une rivière française des départements de l'Isère et de Savoie, dans la région Auvergne-Rhône-Alpes, et un affluent droit du Guiers, c'est-à-dire un sous-affluent du Rhône.

## Géographie

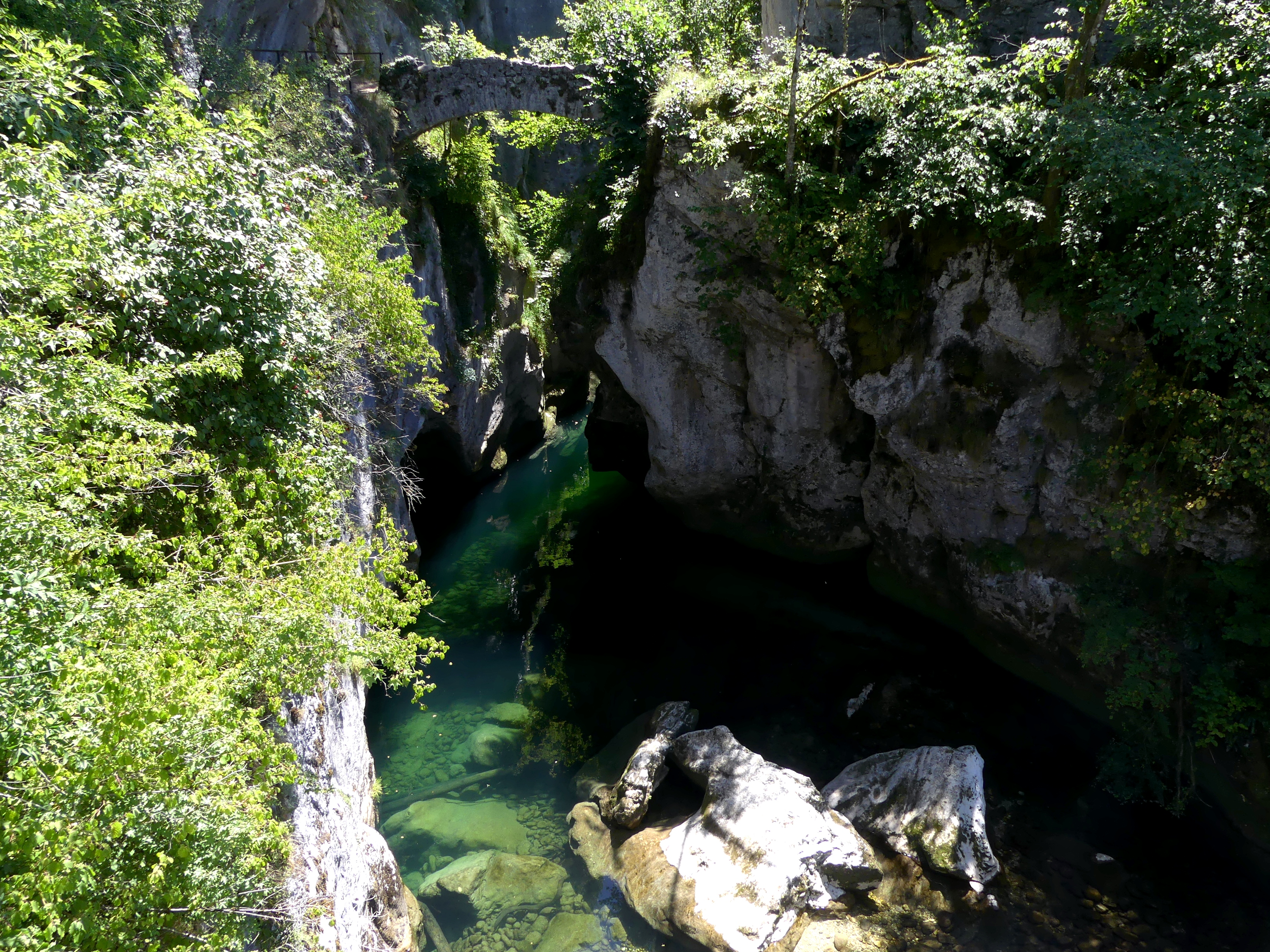
Le Guiers vif sous le pont Saint-Martin, appelé improprement « Pont romain », au débouché des gorges de l'Échaillon, limite entre Saint-Christophe (Savoie) et Saint-Christophe-sur-Guiers (Isère).

Il est situé dans le parc naturel régional de Chartreuse, à la limite entre les municipalités de Saint-Pierre-d'Entremont (Isère) et Saint-Pierre-d'Entremont (Savoie), déshydraté généralement dans une direction nord-ouest. La rivière forme presque toute sa route la frontière entre les départements Isère et Savoie et se termine après 16,9 km de la limite entre les municipalités d'Entre-deux-Guiers et des Échelles avec un affluent droit du Guiers, qui porte le nom de Guiers mort. Souvent, le Guiers vif n'est pas considéré comme un affluent, mais comme la source principale du Guiers, avec qui il conflue après avoir traversé la plaine du Guiers.

### Communes traversées
Dans les deux départements de l'Isère et de la Savoie, le Guiers vif traverse les sept communes, de l'amont vers l'aval, de Saint-Pierre-d'Entremont en Isère (source), Saint-Pierre-d'Entremont en Savoie, Corbel, Saint-Christophe-sur-Guiers, Saint-Christophe, Les Échelles, Entre-deux-Guiers (confluence).
Soit en termes de cantons, le Guiers vif prend source et conflue dans le même canton de Saint-Laurent-du-Pont, mais traverse le canton des Échelles, le tout dans les deux arrondissement de Grenoble, et arrondissement de Chambéry.

### Bassin versant
Le Guiers vif traverse une seule zone hydrographique Le Guiers vif (V151), de 136 km2 de superficie. Ce bassin versant est constitué à 77,70 % de « forêts et milieux semi-naturels », à 21,06 % de « territoires agricoles », et à 1,20 % de « territoires artificialisés ».

### Sources du Guiers vif

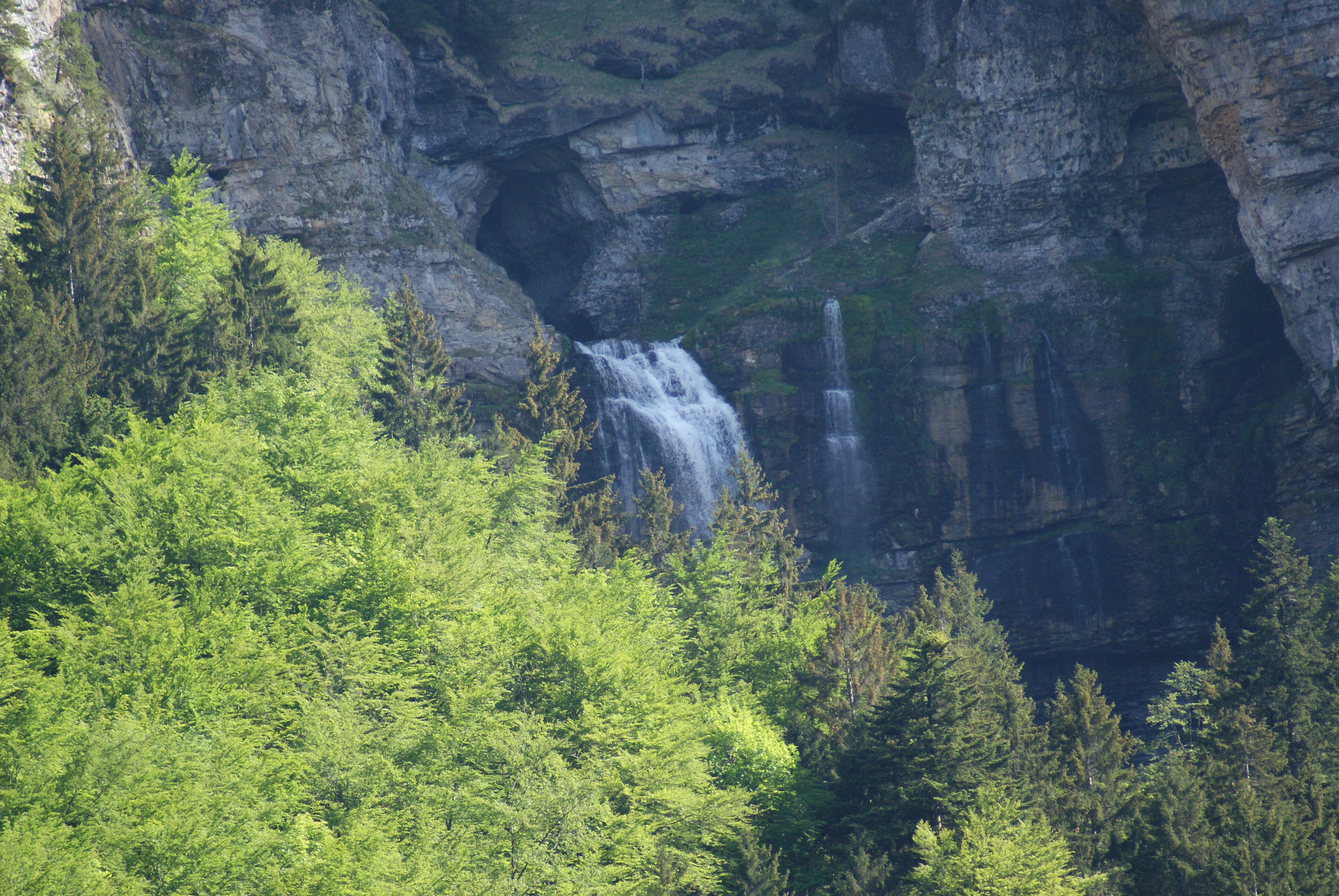
Source du Guiers vif.

Le Guiers vif prend sa source dans le massif de la Chartreuse, sur le versant nord des Lances de Malissard (2 045 m). La rivière sort de la grande grotte en crue et  trente mètres plus bas normalement. Une série de cascades bondissent jusqu'au bas du cirque de Saint-Même.
Le Guiers vif à son origine sur le plateau de l'Aulp du Seuil et des Lances de Malissard.

## Affluents
Le Guiers vif a sept affluents référencés.
- l'Herbetan (rg), 7,8 km sur la seule commune de Saint-Pierre-d'Entremont en Isère avec cinq affluents et de rang de Strahler trois.
- le Cozon (rd), 11 km sur les deux communes de Entremont-le-Vieux (source) et Saint-Pierre-d'Entremont en Savoie (confluence) avec neuf affluents et de rang de Strahler trois.
- le ruisseau du Vivier (rg), 1,1 km sur les trois communes de Saint-Pierre-d'Entremont en Isère, Corbel, et Saint-Christophe-sur-Guiers.
- le ruisseau du Gringalet (rd), 3,5 km sur la seule commune de Corbel.
- le ruisseau Dixhuitrieux (rg), 2,6 km sur les deux communes de Saint-Christophe-sur-Guiers (source) et Corbel (confluence).
- Riou-Brigoud (rg), 4,6 km sur la seule commune de Saint-Christophe-sur-Guiers.
- le Merderet (rd), 3,8 km sur la seule commune de Saint-Christophe avec deux affluents et de rang de Strahler trois.

Son rang de Strahler est donc de quatre.

## Hydrologie

### Le Guiers vif à Saint-Christophe-sur-Guiers
La station V1515010 - Le Guiers vif à Saint-Christophe-sur-Guiers (Pont-Saint-Martin), est en service depuis 21 février 1970.
Le module à Saint-Christophe-sur-Guiers est de 4,76 m3/s.
Le régime hydrologique est donc de type nivo-pluvial.

### Étiage ou basses eaux
À l'étiage, c'est-à-dire aux basses eaux, le VCN3, ou débit minimal du cours d'eau enregistré pendant trois jours consécutifs sur un mois, en cas de quinquennale sèche s'établit à 0,340 m3/s, ce qui reste correct,.

### Crues
Sur cette courte période d'observation, le débit journalier maximal a été observé le 14 février 1990 pour 139,0 m3/s. Le débit instantané maximal a été observé le même 14 février 1990 avec 169,0 m3/s en même temps que la hauteur maximale instantanée de 249 cm soit 2,49 m.
Le QIX 10 est de 100,0 m3/s, le QIX 20 est de 120,0 m3/s, et le QIX 50 est de 130,0 m3/s, alors que le QIX 2 est de 64 m3/s et le QIX 5 de 87 m3/s.

### Lame d'eau et débit spécifique
La lame d'eau écoulée dans cette partie du bassin versant de la rivière est de 1 320 millimètres annuellement, ce qui est très supérieur à la moyenne en France puisque près de quatre fois cette moyenne. Le débit spécifique (Qsp) atteint 41,7 litres par seconde et par kilomètre carré de bassin.